# オレゴン請願書
オレゴン請願書（オレゴンせいがんしょ、英：Oregon Petition）は、アメリカ合衆国オレゴン州にあるNPO法人のオレゴン科学医学研究所(OISM）によって何度も作成された京都議定書に反対する請願。気候変動を否定するための偽情報キャンペーンの1つとして扱われている。
この請願が行われた当時、米国はクリントン政権からブッシュ政権へ移行する時期であり、京都議定書の枠組みから離脱する前であった。
物理学者のフレデリック・ザイツ（元米国科学アカデミー（NAS）所長）は、この陳情を支持するカバーレターを記述している。オレゴン請願書に掲載されている「研究論文」のデサインは米国科学アカデミー紀要（PNAS）の査読付き論文に似せているが、これについてNASは「誤解を招く」「気候科学に基づいていない」と声明を出している。
2008年の請願書に署名した約3万人のうち、ほとんどは気候学の専門知識を持ち合わせておらず、実際の気候学者はわずか39人であると推定されている。

## 類似する文書
気候変動に関する科学的コンセンサスを覆すための組織的な請願書は定期的に発表されている。これらの文書には、蓄積された科学的証拠に矛盾する主張が多数記載されており、また気候学者の署名はほとんどない。